# Acenaphthen
Acenaphthen (1,2-Dihydroacenaphthylen; 1,8-Ethylennaphthalin) ist ein weißer bis leicht gelblicher Feststoff, der zu den polycyclischen aromatischen Kohlenwasserstoffen gehört. Acenaphthen findet sich zu 0,3 % im Steinkohlenteer.

## Eigenschaften
In Wasser ist Acenaphthen praktisch unlöslich, in Benzol, Ether, Chloroform und erhitztem Alkohol hingegen gut löslich. Ab 476 °C zersetzt sich die Verbindung.

## Verwendung
Acenaphthen wird für die Herstellung von Kunststoffen, Farbstoffen, Insektiziden und Pharmaerzeugnissen benötigt, hauptsächlich jedoch zur großtechnischen Herstellung des Naphthalsäureanhydrids. Technisch wird es durch Hydrierung von Acenaphthylen gewonnen.